# The Fountain (álbum)
The Fountain es el undécimo álbum de estudio de la banda británica de rock Echo & the Bunnymen, publicado el 12 de octubre de 2009 a través de Ocean Rain y producido por John McLaughlin, Ian McCulloch y Simon Perry. El primer sencillo del disco, "Think I Need It Too", se publicó el 28 de septiembre de 2009.

## Recepción
Johnny Sharp, en su reseña de The Fountain para la revista musical británica Mojo, describe el disco como "mid-tempo, mitad de camino, pop-rock de mediana edad". Sharp comentó que lo único con carácter estaba en las letras de "Shroud of Turin". Andrew Collins de The Word, dijo que a pesar de que todo lo que hacen los dos tiene una "gracia lánguida", la voz de McCullocc "suena hecha polvo" y la guitarra de Sergeant suena como "una copia diluida de alguien copiándole a él mismo". Stephen Troussé de Uncut describe el álbum como "consternantemente anónimo". Además, Troussé describió la producción de McLaughlin como "hipercomprimido, con brillo anodino".
En The Guardian, Dave Simpson le concedió cuatro estrellas al disco. Lo describió como su álbum más acceible en mucho tiempo y alabó las letras de Ian McCulloch. Garry Mulholland de la revista Q, describió el sonido de McCulloch y Sergeant como "sorprendentemente desenfadado" y "rejuvenecido gracias a la inyección de juventud de Simon Perry y David Thomas y el productor de pop John McLaughlin".
The Fountain alcanzó el puesto número 63 en la lista británica de álbumes.

## Lista de canciones
Todas las canciones compuestas por Ian McCulloch, John McLaughlin, Simon Perry, David Thomas y Will Sergeant, excepto donde se indique lo contrario.
1. "Think I Need It Too" – 3:41
2. "Forgotten Fields" – 3:46
3. "Do You Know Who I Am?" – 2:52
4. "Shroud of Turin" (McCulloch, Sergeant) – 4:10
5. "Life of a Thousand Crimes" (McCulloch, Sergeant) – 3:22
6. "The Fountain" (McCulloch) – 4:01
7. "Everlasting Neverendless" – 3:08
8. "Proxy" (McCulloch) – 3:15
9. "Drivetime" – 4:11
10. "The Idolness of Gods" (McCulloch) – 4:26

## Personal
- Ian McCulloch – voz, productor, mezcla ("The Fountain")
- Will Sergeant – guitarra
- John McLaughlin – productor
- Simon Perry – productor ("Think I Need It Too", "Forgotten Fields", "Do You Know Who I Am?", "Life of a Thousand Crimes", "Everlasting Neverendless" y "Drivetime")
- David Thomas – mezcla (excepto "The Fountain")
- Andrea Wright – producción adicional, mezcla ("The Fountain")
- Paul Fleming, Gordy Goudie, Nick Kilroe – músicos adicionales